# 나가사토 아사노
나가사토 아사노(일본어: 永里 亜紗乃, 1989년 1월 24일 ~ )는 일본의 은퇴한 여자 축구 선수이다.

## 국가대표팀 경력
2008년 FIFA U-20 여자 월드컵에 출전했다.
그녀는 2009년 7월 29일 독일과의 경기에서 일본 국가대표팀에 데뷔했다. 2015년 FIFA 여자 월드컵 준우승에 기여. 그녀는 2015년까지 국제 A매치 통산 11경기에 출전, 1득점을 넣었다.

## 통계
| 일본 | 일본 | 일본 |
| 연도 | 출전 | 득점 |
| ---- | ---- | ---- |
| 2009 | 3    | 0    |
| 2010 | 0    | 0    |
| 2011 | 1    | 0    |
| 2012 | 0    | 0    |
| 2013 | 2    | 0    |
| 2014 | 1    | 1    |
| 2015 | 4    | 0    |
| 통산 | 11   | 1    |